# Мейшан

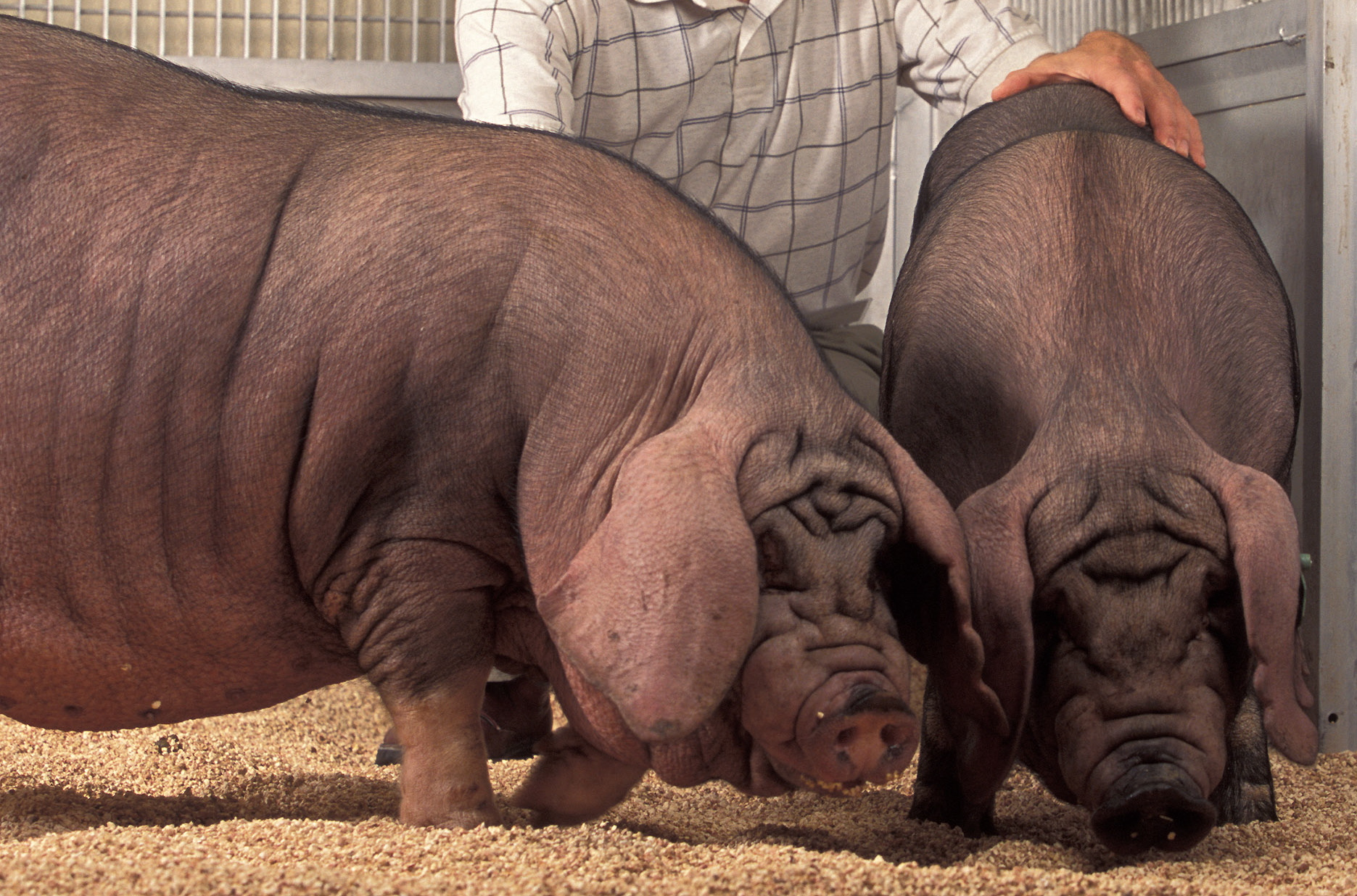
Свиньи породы мейшан

Мейшан (кит. трад. 梅山猪) — порода домашних свиней, названная по региону происхождения — округу Мэйшань в южном Китае. Порода относится к древней группе пород тайху (кит. трад. 太湖猪) и разводится уже на протяжении четырёхсот лет. В Китае мейшанов выращивают главным образом в районах Цзядин в Шанхае и Тайцан в Цзянсу.
Порода знаменита чрезвычайной плодовитостью: самки вступают в период половой зрелости в возрасте 2,5—3 месяца и приносят по 15—16 и более поросят в помёте. Почти все поросята нормально выкармливаются, так как свиноматки мейшанов имеют 8, 9 и даже до 12,5 пар сосков. При этом свиноматки способны пороситься дважды в году.
Мейшаны обладают характерным внешним видом: это животные с большими висячими ушами длиной до 30 см и множеством морщин на морде. Голова большая, рыло короткое. Брюхо отвислое, ноги короткие и мощные. Кожа складчатая, всегда тёмная или чёрная, покрыта редкой тёмной щетиной. Нижняя часть ног и пятачок часто розовые. Размер взрослых животных от мелкого до среднего: самки достигают высоты не более 60 см, самцы — 70 см. Веса в 150—170 кг мейшаны достигают к 8-месячному возрасту. Убойный вес кабанчиков 170—200 кг. Толщина жирового слоя в задней части туши мейшана достигает 2,5—3,5 см. Средний выход чистой продукции — около 67 % живого веса

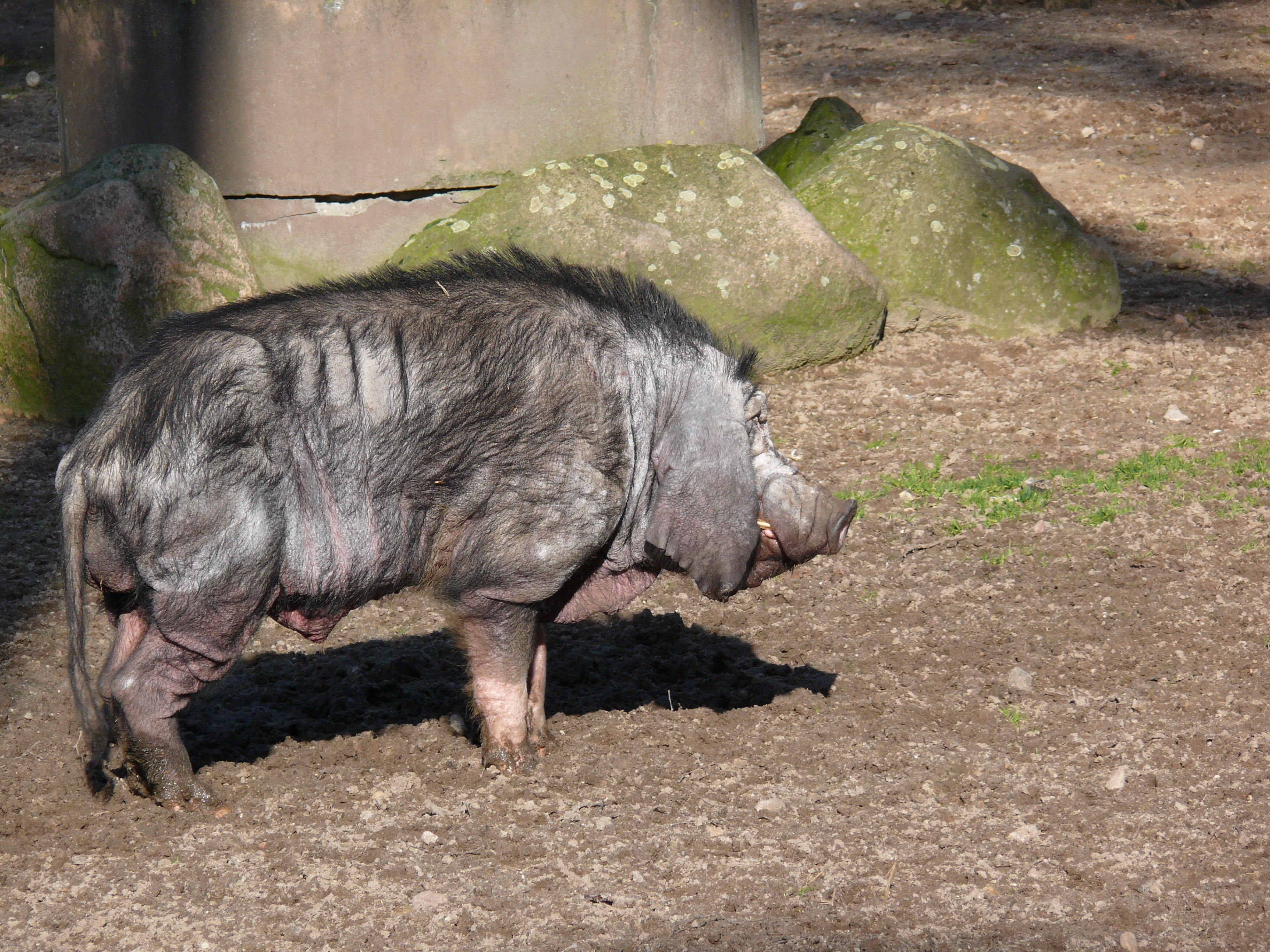
Хряк породы мейшан

Мейшаны относятся к сальным породам и полностью соответствуют предпочтениям потребителей на своей родине: в Китае не так ценится мясо свиней, как сало, субпродукты и кожа. Свиньи этой породы растут медленно, среднесуточный привес 330—440 г. Их мясо очень жирное, но вкусное. Животные просты в содержании, устойчивы к большинству заболеваний, могут питаться грубой пищей, побочными продуктами сельского хозяйства, водорослями и комбикормами. Потребность мейшанов в кормах на единицу прироста живого веса до 40 % ниже, чем у свиней западных пород.
Хотя мейшаны невероятно плодовиты, в особенности за счет раннего созревания, и неприхотливы, но медленный набор веса, поздняя готовность к убою и высокая жирность мяса стали причиной непопулярности породы в европейских и американских хозяйствах. Чаще, чем в крестьянских дворах, их можно встретить в зоопарках. Исследования селекционеров направлены на изучение причин высокой плодовитости мейшанов, которые, предположительно, обусловлены гормональными и генетическими отличиями от западных пород. Селекционная работа ведётся в отношении попыток выведения гибридных пород повышенной плодовитости, а также в отношении снижения жирности мяса мейшанов. Поскольку продуктивные характеристики этой породы хуже западных пород, более перспективными представляются проекты в сфере генной инженерии.